# Bíbormellű pillangópinty
A bíbormellű pillangópinty vagy kékhasú gránátpinty (Uraeginthus ianthinogaster) a madarak osztályának a verébalakúak (Passeriformes) rendjébe, ezen belül a díszpintyfélék (Estrildidae) családjába tartozó faj.

## Rendszerezés
Besorolása vitatott, egyes rendszerezők az Uraeginthus nembe sorolják Uraeginthus granatina néven.

## Előfordulása
Afrika keleti részének, száraz trópusi bozótosainak lakója.

## Alfajai
- Granatina ianthinogaster ianthinogaster (Reichenow, 1879) – Délkelet-Kenya, Északkelet-Tanzánia
- Granatina ianthinogaster roosevelti (Mearns) – Nyugat-Kenya, Észak-Tanzánia
- Granatina ianthinogaster somereni (Delacour) – Észak-Kenya, Dél-Etiópia
- Granatina ianthinogaster hawkeri (Phillips) – Szomália, Délkelet-Etiópia

## Megjelenése
Testhossza 14 centiméter. Csőre, szeme és farcsíkja vörös, arcrésze kék. Melle bíborszínű, hasi része kék.
|  |  |

## Életmódja
Kis csapatokban magvakkal és rovarokkal táplálkozik.

## Szaporodása
Gömb alakú fészkét bokor aljára készíti és tollakkal béleli ki.